# Ainola (przystanek kolejowy)
Ainola (fiń. Ainolan rautatieasema) – przystanek osobowy w Järvenpää w dzielnicy Kyrölä, w regionie Uusimaa, w Finlandii. Znajduje się na linii Helsinki – Riihimäki, 35 km na północ od Dworca Centralnego w Helsinkach.
Nazwa stacji została zmieniona z Kyrölä na Ainola 1 lipca 2015 z okazji obchodów 150. rocznicy urodzin Jeana Sibeliusa, na cześć miejsca urodzin fińskiego kompozytora Ainola.

## Linie kolejowe
- Linia Helsinki – Riihimäki